# Fee Fleck
Fee Fleck (* 22. Januar 1932 in Bielszowice, Polen; eigentlich Felicitas Fleck) ist eine deutsche Künstlerin.

## Werdegang
Fleck wurde in Polen geboren. Ein Grafikstudium führte sie zunächst nach Hamburg, später ließ sie sich dauerhaft in Mainz nieder.
Ihre Arbeiten werden regelmäßig ausgestellt und befinden sich unter anderem im Kultusministerium Rheinland-Pfalz, im Mainzer Rathaus oder der ehemaligen Landesbank Rheinland-Pfalz. Für die Gedenkstätte im KZ Osthofen schuf sie das Mahnmal „Die Grube“.

## Ehrungen
- 2007: Verdienstorden des Landes Rheinland-Pfalz
- 2007: Römisches Kaisermedaillon der Stadt Mainz
- 2012: Verdienstkreuz am Bande der Bundesrepublik Deutschland[1]

## Ausstellungen
- 2012: Landesmuseum Mainz